# Уджан
Уджан (вірм. Ուջան) — село в марзі Арагацотн, на заході Вірменії. Село розташоване за 14 км на захід від міста Аштарака, за 7 км на схід від села Кош, за 6 км на північний схід від села Арагацотн та за 6 км на південний захід від сіл Ахцк та Агарак. Вартість проїзду до Єревану становить 400 драм.
У селі встановлений пам'ятник на честь національного героя Вірменії — генерала Андраніка. У XIII та XIV століттях село було резиденцією хулагуїдів. В селі збереглася колекція хачкарів.